# Calamaria everetti
Calamaria everetti — вид змій родини полозових (Colubridae). Ендемік Калімантану. Вид названий на честь британського колоніального адміністратора і колекціонера Альфреда Еверетта.

## Поширення і екологія
Calamaria everetti мешкають на острові Калімантан, на території Індонезії та малайзійських штатів Сабах і Саравак. Вони живуть у вологих рівнинних тропічних лісах, серед опалого листя.